# Filippo Pocci
Filippo Pocci (ur. 4 czerwca 1912 w Rzymie, zm. 11 grudnia 1991) – włoski duchowny rzymskokatolicki, biskup pomocniczy diecezji rzymskiej.

## Biografia
6 marca 1943 otrzymał święcenia prezbiteriatu i został kapłanem diecezji rzymskiej.
8 lipca 1961 papież Jan XXIII mianował go biskupem pomocniczym diecezji rzymskiej oraz biskupem tytularnym ierichuskim. 30 lipca 1961 przyjął sakrę biskupią z rąk prowikariusza generalnego Rzymu kard. Luigiego Tragliego. Współkonsekratorami byli wicegerent Rzymu abp Ettore Cunial oraz zakrystian papieski i wikariusz generalny Państwa Watykańskiego bp Petrus Canisius van Lierde OSA.
Jako ojciec soborowy wziął udział w soborze watykańskim II. 24 maja 1975 zrezygnował ze stanowiska biskupa pomocniczego diecezji rzymskiej.